# Стаббс, Реджинальд Эдвард
Сэр Ре́джинальд Э́двард Стаббс (англ. Sir Reginald Edward Stubbs, кит. 司徒 拔; 1876—1947) — британский колониальный чиновник, в разное время губернатор Цейлона, Гонконга, Ямайки, Кипра.

## Ранние годы
Родился 13 октября 1876 года в семье Уильяма Стаббса, епископа Честерского, впоследствии — епископа Оксфордского. Получил образование в колледже Рэдли и колледже Корпус Кристи Оксфордского университета.
В 1900 году 24-летний Стаббс поступил на службу в министерство по делам колоний на должность чиновника второго класса, исполнял обязанности чиновника первого класса с 1907 по 1910 год, после чего стал чиновником первого класса на постоянной основе. В том же году Стаббс был направлен со специальной миссией на Малайский полуостров и в Гонконг. В 1912 году он был членом Западноафриканского земельного комитета, а в 1913 году был назначен и. о. губернатором Цейлона. Эту должность он занимал полгода, до октября 1913 года, но в 1915—1916 годах вернулся на этот пост, также в статусе и. о.

## Губернатор Гонконга
В 1919 году Стаббс был назначен губернатором Гонконга. С начала его губернаторства китайцы стали переводить имена британских чиновников, чтобы сделать их более похожими на китайские.
В период губернаторства Стаббса в Гонконге участились забастовки, наносившие ущерб экономике колонии. В 1922 году моряки Гонконга объявили стачку, их борьба вылилась в итоге в 1925—1926 годах в масштабную забастовку рабочих Гонконга, Кантона и континентального Китая. Забастовщики требовали отмены неравноправных договоров (Нанкинского, Пекинского, договора об аренде новых территорий), которые и поставили Гонконг под контроль Великобритании. Бастующие также потребовал лучшего обращения с китайскими рабочими в Гонконге.

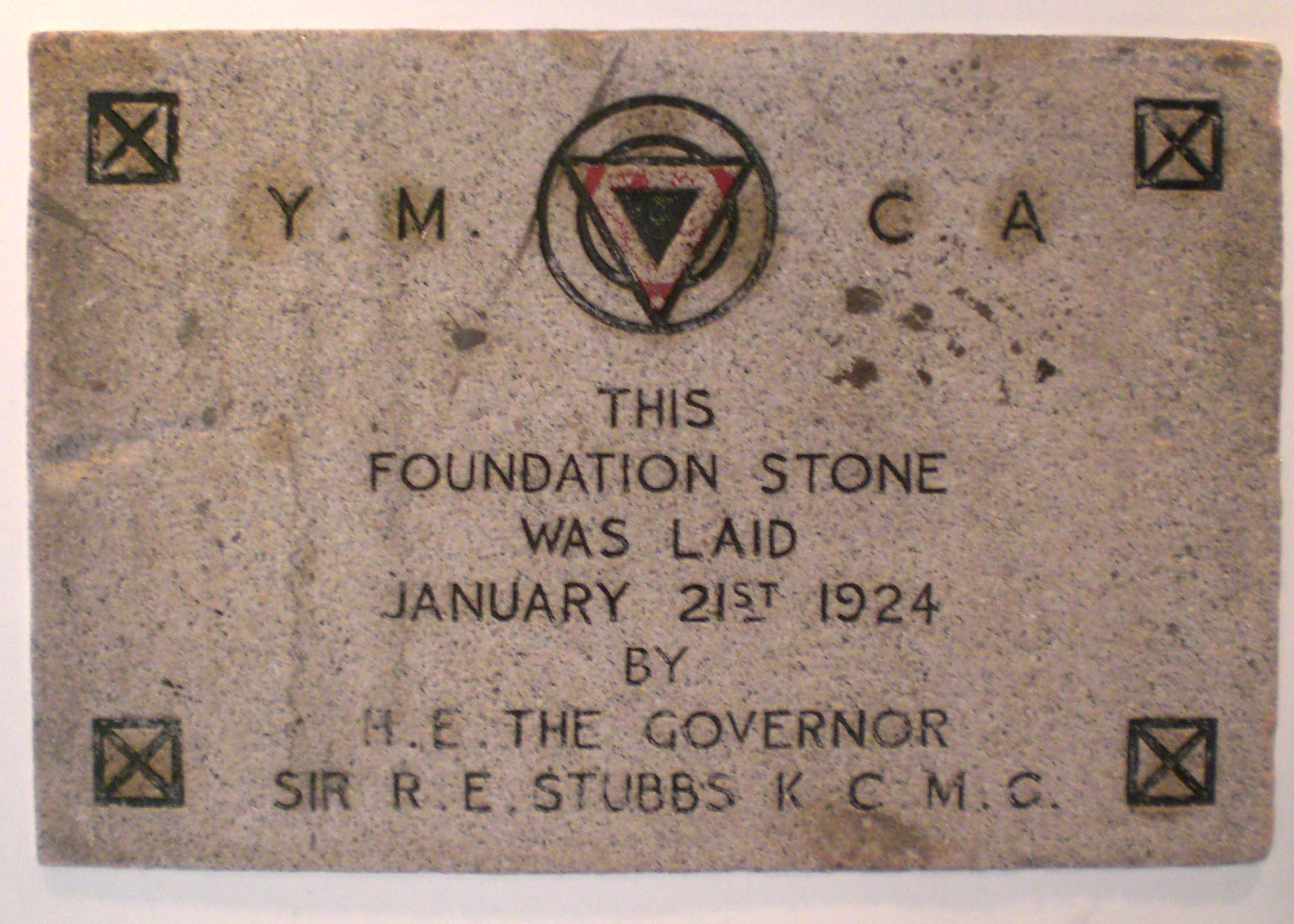
Камень в фундаменте здания Tsim Sha Tsui Centre в Гонконге, заложенный Р. Э. Стаббсом

Первоначально Стаббс пытался прекратить забастовку правовыми и силовыми методами, но только усугубил обстановку, вызвав массовое бегство более 100 000 китайских рабочих в Китай. Это окончательно подорвало экономику колонии, и в 1925 году Стаббс был вынужден покинуть Гонконг.

## Губернатор Ямайки и Кипра
После бурной командировки в Гонконг Стаббс был назначен генерал-капитаном и губернатором спокойной Ямайки. Эту должность он занимал до 1932 года, когда был переведён на должность губернатора Кипра. На этом посту Стаббс проработал чуть больше года и покинул Кипр в 1933 году.

## Губернатор Цейлона
В 1933 году 57-летний Стаббс получил своё последнее назначение на колониальной службе — пост губернатора Цейлона.
В 1937 году он попытался уговорить белых плантаторов острова принять участие в незаконной попытке депортировать Марка Энтони Брэйсгедла — австралийского плантатора, который примкнул к рабочим и вступил в троцкистскую Ланкийскую партию равенства (ЛПР, Ланка сама самаджа парти). Брэйсгедлу был предъявлен ордер о депортации с требованием покинуть страну в течение 48 часов, однако он бросил вызов колониальному правительству и пустился в бега. Правительство начало охоту на него, но безуспешно. ЛПР начала кампанию по защите Брэйсгедла. В том же году на первомайском митинге в Прайс парке Коломбо демонстранты развернули плакаты «За Брэйсгедла! Депортировать Стаббса!» и приняли резолюция с требованием высылки из страны Стаббса.
5 мая 1938 года в Государственном Совете Цейлона члены ЛПР доктор Н. М. Перера и Филипп Гунавардена инициировали вотум недоверия губернатору, давшему указание депортировать Брэйсгедла без консультации с и. о. министра внутренних дел. Даже Совет министров прислушался к мнению общественности и поддержал вотум недоверия 34 голосами против 7.
В тот же день состоялся 50-тысячный митинг Галле-Фейс Грин, на котором с осуждением действий Стаббса выступили доктор Н. М. Перера, Филипп Гунавардена и Соломон Бандаранаике. Брэйсгедл неожиданно появился на этом митинге, но полиция не смогла арестовать его. Полицейским удалось арестовать его два дня спустя, но иск о незаконных действиях властей уже был подан, и дело поступило на рассмотрение коллегии из трёх судей Верховного суда под председательством главного судьи сэра Сидни Абрамса. Х. М. Перера, лучший цейлонский адвокат по гражданским делам, предложил свои услуги Брэйсгедлу бесплатно. 18 мая 1938 года суд пришёл к выводу, что Брэйсгедл не может быть депортирован за осуществление своего права на свободу слова, и освободил его в зале суда.
Вскоре после этого решения Стаббс подал в отставку.

## Отставка
Через год после выхода на пенсию Стаббс стал вице-председатель Вест-Индской Королевской комиссии (до 1939 года) и председателем Северного подразделения Апелляционного трибунала с 1941 по 1947 год.
Реджинальд Стаббс умер 7 декабря 1947 года.

## Личная жизнь
Стаббс женился на леди Марджори Стаббс в 1909 году. У них было двое сыновей и одна дочь.

## Память
В честь Стаббса была названа улица в Гонконге, а также боксерская награда Шри-Ланки (Щит Стаббса).

## Почётные звания
- Кавалер Ордена Святого Михаила и Святого Георгия (CMG), 1914
- Рыцарь Ордена Святого Михаила и Святого Георгия (KCMG), 1919
- Рыцарь Большого Креста Ордена Святого Михаила и Святого Георгия (GCMG), 1928
- Почётный выпускник колледжа Корпус Кристи, 1926
- Почётный Доктор юридических наук Университета Гонконга, 1926